# Ukraina na Letniej Uniwersjadzie 2009
Ukrainę na Letniej Uniwersjadzie w Belgradzie reprezentowało 188 zawodników. Ukraina zdobyła 31 medali (7 złotych, 11 srebrnych i 13 brązowych).
Sporty drużynowe w których Ukraina brała udział:
| Dyscyplina  | Mężczyźni | Kobiety |
| Koszykówka  | ✔         |         |
| Piłka nożna | ✔         |         |
| Piłka wodna |           |         |
| Siatkówka   | ✔         |         |

## Medale

### Złoto
- Wiktor Ruban – łucznictwo, indywidualnie (łuk olimpijski)
- Kostiantyn Milajew – skoki do wody, platforma 10 m
- Drużyna szablistek – szermierka
- Drużyna szpadzistek – szermierka
- Drużyna piłkarzy nożnych
- Ihor Borysyk – pływanie, 100 m stylem klasycznym
- Ihor Borysyk – pływanie, 200 m stylem klasycznym

### Srebro
- Tetiana Dorokowa, Wiktorija Kowal, Ołena Kusznyruk – łucznictwo, drużynowo (łuk olimpijski)
- Dmytro Hraczow, Wiktorija Kowal – łucznictwo, zespoły mieszane (łuk olimpijski)
- Wira Rebryk – lekkoatletyka, rzut oszczepem
- Illa Kwasza, Ołeksij Pryhorow – skoki do wody, synchroniczne trampolina 3 m
- Iwan Serhejew – tenis ziemny, gra pojedyncza
- Artem Smirnow, Iwan Serhejew – tenis ziemny, klasyfikacja zespołowa
- Anna Besonowa – gimnastyka artystyczna, wielobój indywidualnie
- Anna Besonowa – gimnastyka artystyczna, ćwiczenia z piłką
- Anna Besonowa – gimnastyka artystyczna, ćwiczenia ze wstążką
- Anna Besonowa – gimnastyka artystyczna, ćwiczenia ze skakanką
- Drużyna gimnastyczek – zespoły (3+2)

### Brąz
- Dmytro Hraczow – łucznictwo, indywidualnie (łuk olimpijski)
- Darja Zhoba – gimnastyka sportowa, ćwiczenia na równoważni
- Ołeksij Sokyrski – lekkoatletyka, rzut młotem
- Kateryna Karsak – lekkoatletyka, rzut dyskiem
- Illa Kwasza – skoki do wody, trampolina 3 m
- Jurij Szlachow – skoki do wody, trampolina 1 m
- Julija Prokopczuk – skoki do wody, platforma 10 m
- Drużyna szpadzistów – szermierka
- Switłana Jariomka – judo, kategoria powyżej 78 kilogramów
- Ołeksandr Diduch – tenis stołowy, gra pojedyncza
- Artem Smirnow – tenis ziemny, gra pojedyncza
- Drużyna gimnastyczek – zespoły (5+3+2)
- Drużyna gimnastyczek – zespoły (5)